# 부산경찰서폭탄투척의거
부산 경찰서 폭탄투척 사건(釜山警察署爆彈投擲義擧)은 1920년 9월 14일 의열단원(義烈團員) 박재혁(朴載赫)이 부산 경찰서 서장 하시모토(橋本秀平)를 향해 폭탄을 투척한 사건이다.

## 개요
의열단에서는 1920년 초 일명 진영사건(進永事件)' 등으로 인하여 많은 독립운동가들이 계속 부산경찰서에 붙잡혀 고문, 투옥되자 이에 대한 경찰서장 하시모토(橋本秀平)의 암살을 계획하였다.
의열단장 김원봉(金元鳳)은 무역상인으로서 싱가포르에 와 있던 단원 박재혁을 상해(上海)로 소환하여 부산경찰서장을 죽일 것을 지시하고, 박재혁은 1920년 9월 초 상해를 떠나 나가사키(長岐)로 향하였다. 상해를 떠나기 전 부산경찰서장 하시모토(橋本秀平)가 고서수집가라는 사실을 탐지, 많은 중국고서를 사들여서 고서상(古書商)으로 위장하였으며, 그 고서더미 속에 폭탄과 전단(傳單)을 감추었다.
나가사키에서 대마도(對馬島)를 거쳐 9월 13일 고향인 부산에 도착하여 자신의 집에서 하룻밤을 지낸 뒤, 이튿날 아침 부산경찰서를 찾아가 하시모토(橋本秀平) 서장에게 면회를 요청하였다. 고서에 관심이 많은 하시모토(橋本秀平)는 흔쾌히 면회를 승낙하였다.
박재혁은 하시모토(橋本秀平)과 단독으로 탁자 하나를 사이에 두고 대좌하여 고서를 차례로 보여주는 척 하다가 폭탄과 전단을 꺼내어 전단을 서장 앞에 뿌리면서 서장의 죄를 일일이 열거한 다음, 폭탄을 던졌다. 폭탄이 터지자 두 사람은 모두 중상을 입고 쓰러졌다.
박재혁은 현장에서 체포되어 1921년 3월, 경성고등법원에서 사형을 선고받고 대구형무소에 수감되어 혹독한 고문과 폭탄의 상처로 고통을 겪다가 단식과 함구로 9일이 지난 후 사망하였다. 중상을 입은 경찰서장 하시모토도 사망하였다.

## 같이 보기
- 박재혁
- 김원봉
- 의열단
- 밀양경찰서폭탄투척의거